# NAGE LIBRE
『NAGE LIBRE 静寂の水深』（ナージュ・リーブル せいじゃくのすいしん）は、1995年2月24日に日本のバリエから発売されたスーパーファミコン用シミュレーションロールプレイングゲーム。
主人公である5人の女子高生が異世界から帰還するために戦闘を行うという面クリア型のシミュレーションRPG。敵とはカードバトルで対決しキャラの育成はカードの使い方で成長タイプが変わっていきターン制を採用せず、駒のスピードで動く順番が決まると言うシステムを使用している。
開発はバリエが行い、プログラムは『新日本プロレスリング'94 バトルフィールド IN 闘強導夢』（1994年）を手掛けた谷雅人、音楽はデータイーストの作品を多く手掛けていた高浜祐輔および『DARK LAW 〜Meaning of Death〜』（1997年）を手掛けた志知道彦が担当している。
後に続編となるPlayStation用ソフト『NAGE LIBRE 螺旋の相剋』（1997年）が発売された。

## ゲーム内容

### 誕生石システム
ゲーム開始時に決めた、主人公キャラの「誕生日」及び「誕生石」戦闘中に配られる、カード一枚につき、1つだけついてくる。この宝石がそのキャラクターの誕生月と同じカードだった場合、「誕生石効果」というものが現れ、カードの威力が倍増する。
誕生石は以上の通り。
- 1月:ガーネット
- 2月:アメジスト
- 3月:アクアマリン
- 4月:ダイアモンド
- 5月:エメラルド
- 6月:ムーンストーン
- 7月:ルビー
- 8月:めのう
- 9月:サファイア
- 10月:オパール
- 11月:トパーズ
- 12月:ラピスラズリ

### カード
- ATKカード

攻撃カード。ステータス「腕力」との関係で相手に与える威力が決定する。
- DEFカード

防御カード。カードの数値によってステータス「防御」が上がっていき、敵から受けるダメージが小さくなる。
- HPカード

回復カード。カードの数値がステータス精神力によって、回復できる体力の数値が決まる。
- ESCカード

逃走する。カードの数値で逃走確率が上がる。逃走が成功した場合、精神力によって体力が回復する。
- SPカード

超必殺技カード。部活によってそれぞれが強力な攻撃をする。
- CHGカード

このカードを使うと、買い物画面で買ったカードが使うことができる。
- COSカード

着替えカード。このカードを選んだ後、「夏服」｢冬服」「コート」「体操着」「水着」の中から着替える服装を選ぶ。着る服によってステータスが変化する。
- ???カード

タイプカード。カードの種類によって内容が変わっていき、成長タイプがどのようなタイプかが分かる。

### 部活
一般的に言われるジョブ。それぞれ相性（ゲームでは「天敵マングースシステム」と呼んでいる。）がありそれぞれ与える、与えられるダメージが違う。
- バスケ部
- テニス部
- 剣道部
- 空手部
- 弓道部
- ラクロス部
- 新体操部
- オカルト研
- 科学部
- 日舞部
- 華道部
- 軽音楽部
- 演劇部
- 漫画部
- 手芸部
- 一般生徒

## あらすじ
高校生の霧島惟はいつもの通り学校に行く所で体に寒気とも悪寒とも言えないような感覚を覚える。だが、その感覚は急に訪れたのと同じように急に去って行ったので彼女はそれほど気にすることなく学校へ行くが異変は起きていた。学校へ着くと様子、雰囲気がいつもと違うように感じられ学校の中には顔見知りは無くそれどころか人々は彼女を見ると持ち前の武器で襲い掛かってきた。

## 登場人物
霧島惟（きりしま ゆい）
元気な女の子。高校2年生。何事にも前向きな性格。5人の中心的な存在となるバランス型。
葵嶺子（あおい りょうこ）
育ちのいいお嬢様。利発ではあるがのんびりとした物腰からトロそうにも見え実際スピードは遅いがそれ以外の能力は高い。
姫ノ木舞（ひめのぎ まい）
子供な性格。いつもニコニコ元気が信条。自分のことを「舞ちゃん」と呼びスピードが速い。
桜井彩香（さくらい あやか）
当初は洗脳され敵として現れる。長スカートに制服のリボンで後ろ髪を束ねるなど改造した制服を着て一見不良のような感じもするが性格は思ったより純粋でみんなを引っ張って行く人の良い所もある。攻撃力は高いが防御は低い。
静本美姫（しずもと みき）
大人しい眼鏡っ子。そのためみんなに引っ張られて行くような部分もある。どっちかと言えば気弱なタイプ。低バランス型で４人のサポートとカバー、追い討ちをかけるための連携要員が中心となる。

## スタッフ
- ディレクター：中嶌彩姫
- プログラム：谷雅人、ガク
- グラフィック
  - キャラクター・デザイン：岡本稔
  - マップ&バトル背景デザイン：島田大輔
- バランス・アジャスター：鉄田英克
- サウンド：高浜祐輔、志知道彦
- バランス&イベント・チェック：壬生英俊、岡田敬博、豊岡督、中川直人、乱由鷹、MIKA SAEKI、SHIVAAAWO!!、ちよう、よねヲ、うっきー、R・リラ、中山善文
- エグゼクティブ・プロデューサー：清水勝政

## 評価
ゲーム誌『ファミコン通信』の「クロスレビュー」では6・6・5・6の合計23点（満40点）、『ファミリーコンピュータMagazine』の読者投票による「ゲーム通信簿」での評価は以下の通り、18.9点（満30点）となっている。また、1998年に刊行されたゲーム誌『超絶 大技林 '98年春版』（徳間書店）では、戦闘シーンに関して「女子高生ならではのかわいい攻防が展開する」と評価された他、ステージ開始時に選択した部活によって攻撃方法が変化する事に関して肯定的に評価された。
| 項目 | キャラクタ | 音楽 | お買得度 | 操作性 | 熱中度 | オリジナリティ | 総合 |
| 得点 | 3.3        | 3.0  | 3.3      | 3.2    | 3.0    | 3.1            | 18.9 |

## 関連作品
NAGE LIBRE 螺旋の相剋
- PlayStationで発売された続編。選択部活を若干減らし、敵が女性の他にモンスターが追加された。